# Columna Carles Marx
La Columna "Carles Marx" estava formada per uns 2.000 civils o milicians catalans, els primers dies de la Guerra Civil. Va ser dirigida per Manuel Trueba Mirones (com a assessor militar) i José Del Barrio Navarro (com a responsable del Sindicat de la UGT), i va també ser anomenada Columna "Trueba-Del Barrio".

## Història
La majoria eren membres de la UGT i el PSUC, tot i que també hi havia força estrangers que es trobaven a Barcelona amb motiu de l'Olimpíada Popular que s'hi estava celebrant, arribant a haver-hi diferents nacionalitats tals com alemanys, austríacs, escandinaus, belgues, polonesos, etc.

### El Juliol de 1936
Va ser creada i va partir de Barcelona el 25 de juliol de 1936, després de la Columna Durruti i de la Columna Ortiz en direcció al Front d'Aragó i ben aviat es va apoderar de Tardienta, Sarinyena, Leciñena i Granyén, que estaven en mans rebels, i de les quals Tardienta n'era un punt neuràlgic, doncs entre d'altres connectava les carreteres de Saragossa amb Osca. El mes d'Agost repel·lien atacs franquistes sobre Tardienta, i a finals d'aquest, ja es trobaven al Sector Alcubierre-Almudèver per acte seguit intentar ocupar Osca, situant-se només a 600 metres de la ciutat, però que no van aconseguir ocupar.
El setembre de 1936 es va acabar d'ubicar entre les localitats de Tardienta i Torralba d'Aragó., i entre l'octubre i desembre de 1936, aquest Front d'Aragó tendia a estabilitzar-se i definir-se. Així la zona d'acció de la Columna se situava als voltants de Tardienta-Robres-Alcubierre i l'àrea central del Front de la Columna incloïa les Serres de Robres i Torralba, de la mateixa manera com Almudèver i l'Ermita de Santa Quitèria eren un punt essencial de comunicacions entre Osca i Saragossa. A finals de Novembre i principis de Desembre de 1936 els 4 punts més crítics del Front d'Aragó eren: Osca, la Serra d'Alcubierre, Belchite i Terol.
A finals de 1936 i principis de 1937 les tropes franquistes van intentar apoderar-se d'Almudèver i de l'Ermita de Santa Quitèria, que juntament amb Tardienta eren aquest punt clau de comunicacions entre Saragossa i Osca. Almudèver i Santa Quitèria van canviar de mans diverses vegades i són mítics els cruents atacs i contraatacs que hi van haver per dominar-les, quedant definitivament l'Ermita de Santa Quitèria en mans franquistes.

### El 1937
El 10 de gener de 1937 les antigues columnes del PSUC, que ja s'havien rebatejat com a 27a Divisió "Carles Marx" de l'Exèrcit Popular, continuaven amb el Quarter General a Tardienta, i ja el 20 de febrer, després de creat l'Exèrcit Popular de Catalunya per part de la Generalitat de Catalunya, aquesta Divisió en va passar a formar part amb 3 Regiments d'Infanteria, i es va acabar d'organitzar definitivament el Front d'Aragó. Dels 3 Regiments d'Infanteria:
| Divisió Carles Marx                                                                                         |
| --- |
| El 1r. Regiment es trobava a la localitat d'Alcubierre i rodalia del poble i estava compost de 3 Batallons. |
| El 2n. Regiment es trobava a la localitat de Tardienta i rodalia del poble i estava compost de 3 Batallons. |
| El 3r. Regiment es trobava a la localitat de Robres i rodalia del poble i estava compost de 3 Batallons.    |

En aquestes dates, els batallons d'infanteria de la Divisió Carles Marx tenien una força d'entre 470 i 640 homes cadascun. La mateixa Divisió Carles Marx disposava, a més, d'un Grup de Reconeixement Divisionari de 155 homes a Barbués; una Companyia de Transmissions de 139 homes a Almunient; un Batalló d'Enginyers de 823 homes a la serra de Torralba d'Aragó; un Centre d'Instrucció a Almunient; un Grup d'Intendència de 75 homes a Polinyino, el famós Batalló Roig de Xoc, que s'estava formant a Granyén i a Torralba d'Aragó, etc. A la vegada la columna també comptava amb tres bateries d'artilleria.
L'abril de 1937 la Divisió Carles Marx mira de recuperar altre cop l'enclavament de l'Ermita de Santa Quitèria, tot i que acaba constituint un fracàs militar i una enorme pèrdua de vides humanes.

### Fets de Maig i dissolució
A la vegada el 6 de maig esclata als carrers de Barcelona el que històricament es va acabar anomenant com els Fets de Maig, els enfrontaments armats entre diferents forces anarquistes i sindicals (part de la CNT, POUM) amb els partits polítics majoritaris en aquell moment a la Generalitat de Catalunya (ERC, PSUC) i les forces d'ordre, fet que provoca que el govern republicà de Madrid intervingui definitivament la Generalitat de Catalunya en tots els seus àmbits.
El resultat de la intervenció del govern republicà de Madrid sobre la Generalitat de Catalunya té conseqüències immediates en els soldats i els milicians que lluiten al front d'Aragó i que formen part de les divisions del fins ara Exèrcit Popular de Catalunya. Pel que fa a l'ordre militar, l'estructura de l'Exèrcit Popular de Catalunya i les seves divisions es dissolia i passava a integrar-se directament al nou Exèrcit Popular Republicà, el qual havia nascut a Madrid uns mesos abans. Així doncs, i a partir més o menys d'aquesta data, els tres regiments que formaven la Divisió Carles Marx desapareixen i comencen a constituir-se en tres Brigades Mixtes, que alhora també formen una divisió, però amb l'organització de l'Exèrcit Popular Republicà. La Divisió Carles Marx passava a ser la 27a Divisió de l'Exèrcit Popular de la República, i els seus tres regiments es converteixen en la 122a, 123a i 124a Brigades Mixtes de l'Exèrcit Popular Republicà.